# Prix européen pour l'architecture
Le Prix européen pour l'architecture (anglais : European Prize for Architecture) est un prix architectural distribuée chaque année par le European Centre for Architecture Art Design and Urban Studies et le Chicago Athenaeum: Museum of Architecture. 
Le prix récompense les évolutions architecturales en Europe comme célébration de l'héritage riche de l'Europe dans l'histoire de l'architecture.

## Bénéficiaires[2]
| Year | Bénéficiaires                  | Pays      |
| ---- | ------------------------------ | --------- |
| 2010 | Bjarke Ingels                  | Danemark  |
| 2011 | Graft architects               | Allemagne |
| 2012 | TYIN Tegnestue                 | Norvège   |
| 2013 | Marco Casagrande               | Finlande  |
| 2014 | Alessandro Mendini             | Italie    |
| 2015 | Santiago Calatrava             | Espagne   |
| 2016 | LAVA architects                | Allemagne |
| 2017 | Manuelle Gautrand Architecture | France    |
| 2018 | Sergei Tchoban                 | Russie    |
| 2019 | Henning Larsen Architects      | Danemark  |
| 2020 | Wolfgang Tschapeller           | Autriche  |
| 2021 | Mecanoo Architecs              | Pays-Bas  |